# Digermyrens naturreservat
Digermyrens naturreservat är ett beslutat naturreservat  i Norrtälje kommun i Stockholms län. Beslutet är i oktober 2018 överklagat och då ej gällande.
Området är naturskyddat sedan 2017 och är 39 hektar stort. Reservatet består mest av barrblandskog med mest gran. Det finns även inslag av hällmarker och sumpskogar.